# 부흐스-델리콘역
부흐스-델리콘역(Buchs-Dällikon)은 스위스의 기차역이다. 역은 부흐스(Buchs)의 시정촌에 위치하고 있지만, 인접한 델리콘 시정촌에도 서비스를 제공한다. 이 역은 푸르탈 철도 노선에 있으며 S6 노선이 운행하는 취리히 S-반의 정류장이다.